# Vokolida/Bafra

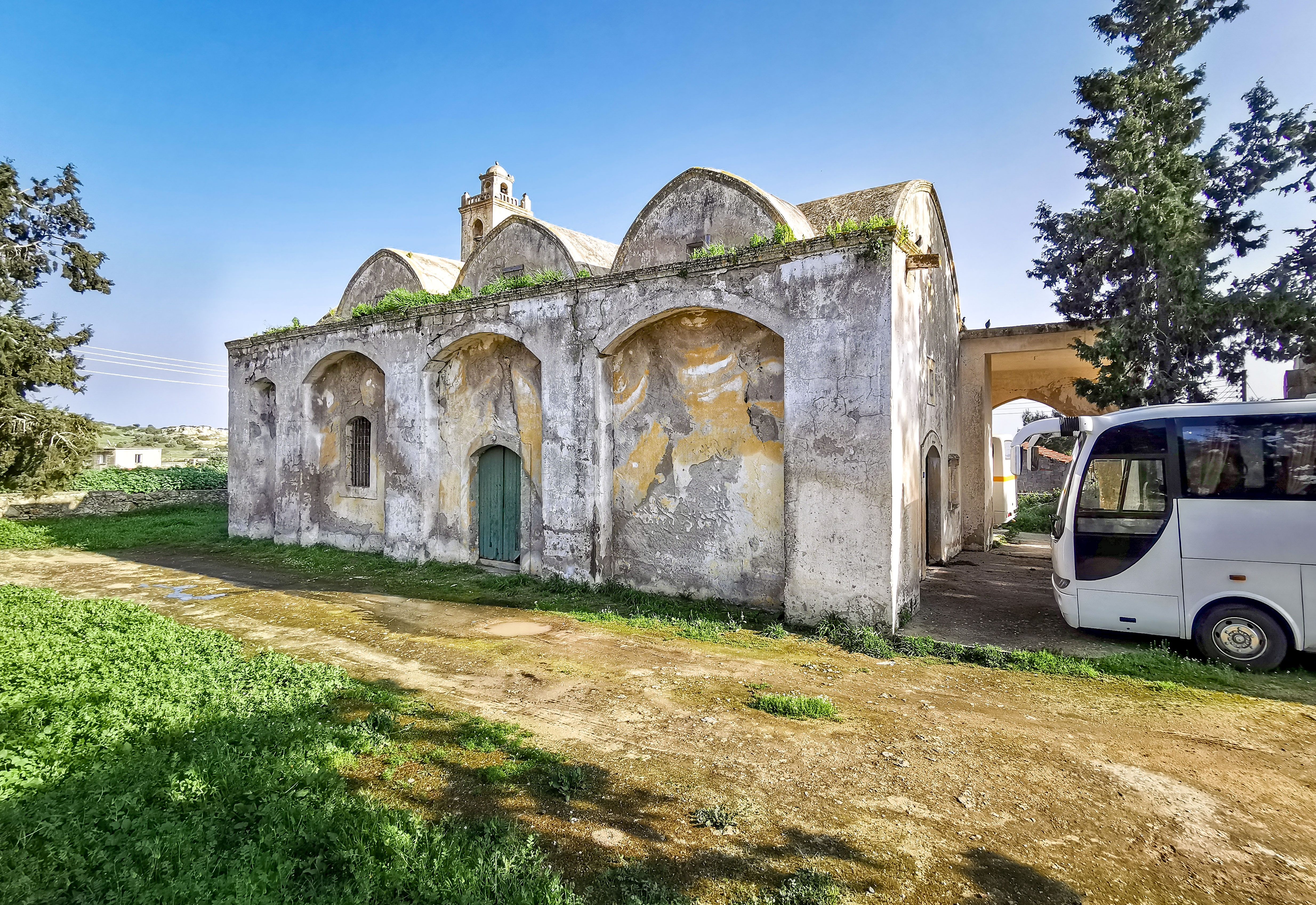
Zweckentfremdete ehemalige russisch-orthodoxe Kirche in Vokolida/Bafra

Vokolida (griechisch Βοκολίδα), oder türkisch Bafra ist ein Dorf auf der Karpas-Halbinsel im Norden der Mittelmeerinsel Zypern und liegt im Distrikt İskele der Türkischen Republik Nordzypern. Der Ort hatte 2011 1019 Einwohner.

## Geographie
Bafra liegt auf der Karpas-Halbinsel, einen Kilometer südlich von Tavrou (Pamuklu).

## Geschichte
Vokolida war vor der Besetzung des Norden Zyperns im Jahre 1974 durch türkische Streitkräfte von Zyperngriechen bewohnt. Bei der Volkszählung 1960 wurden 337 Zyperngriechen gezählt, 1973 waren es 336. Die meisten flohen nach dem Einmarsch in den Süden der Insel, 31 Zyperngriechen verblieben. Diese verließen den Ort aber auch, spätestens bis August 1976. 
Heute ist Bafra durch Türken, die vom türkischen Festland auf die Insel emigrierten, bewohnt. Diese kamen aus Adana, Osmaniye und aus Erzurum. 1978 zählte man 146 Zyperntürken, 1996 waren es 290, 2006 stieg ihre Zahl auf 514, 2011 lag sie bereits bei 1019. Dieses rapide Wachstum hängt mit Hotelbauten in der Region zusammen, die viele Arbeiter in den Ort brachten. 2006 hatten die Betten in Vokolida/Bafra ein Aufnahmevermögen von 3000 Gästen, geplant sind 10.000.